# UNDO
「UNDO」（アンドゥ）は、COOL JOKEの1枚目のシングル。2004年5月12日発売。

## 収録曲

### CD
1. UNDO
  - 作詞・作曲：石川寛也
  - 編曲：弥吉淳二
  - 毎日放送・TBS系アニメ『鋼の錬金術師』第3クールオープニングテーマ
2. ぶっ壊れた月
  - 作詞：石川寛也
  - 作曲：斉藤広幸
  - 編曲：佐久間正英
3. UNDO〜オリジナル・カラオケ〜